# Ya pasé por todo esto
Ya pasé por todo esto fue el primer disco de estudio grabado por La Sekta, banda argentina de Nu metal liderada por el guitarrista y compositor Franco Ferri. El disco, terminado  en 1999, fue reeditado dos años más tarde, dando fin a algunos problemas de sonido de la versión original.

## Listado de canciones
1. «A mi lugar»
2. «Fuera de este y otros mundos»
3. «Ojos mágicos»
4. «No camines sobre el césped»
5. «Zoofobia»
6. «La Barra»
7. «Mafia social»
8. «Ya no llores el pasado»
9. «El cuervo»
10. «Expediente»
11. «Mil sonidos»
12. «Instrumental»
13. «Para que sirve»
14. «Este por este»

- Datos: Q6169482